# 德国的共产党
德国的共产党（德語：Deutsche Kommunistische Partei，缩写为DKP）是德国的一个共产主义政党，成立于1968年9月。该党是1956年遭西德当局取缔的德国共产党的继承者。